# Чупріян Олександр Петрович
Олександр Петрович Чупріян (нар. 23 березня 1958, Ухта, Комі АРСР) — російський державний діяч. З 4 липня 2018 року — перший заступник, з 10 вересня 2021 року по 25 травня 2022 року — виконуючий обов'язки Міністра Російської Федерації у справах цивільної оборони, надзвичайних ситуацій та ліквідації наслідків стихійного лиха.
Доктор технічних наук (2007). Генерал-полковник внутрішньої служби (2008).

## Санкції
Через підтримку російсько-української війни перебуває під персональними міжнародними санкціями Великої Британії, Канади, Австралії, України.